# Коммунальная улица (Таруса)
Коммунальная улица — улица в исторической части города Таруса. Проходит от улицы Толстого до улицы Горького. Соседствует с Игумновым оврагом.
Протяжённость улицы 910 метров.

## История

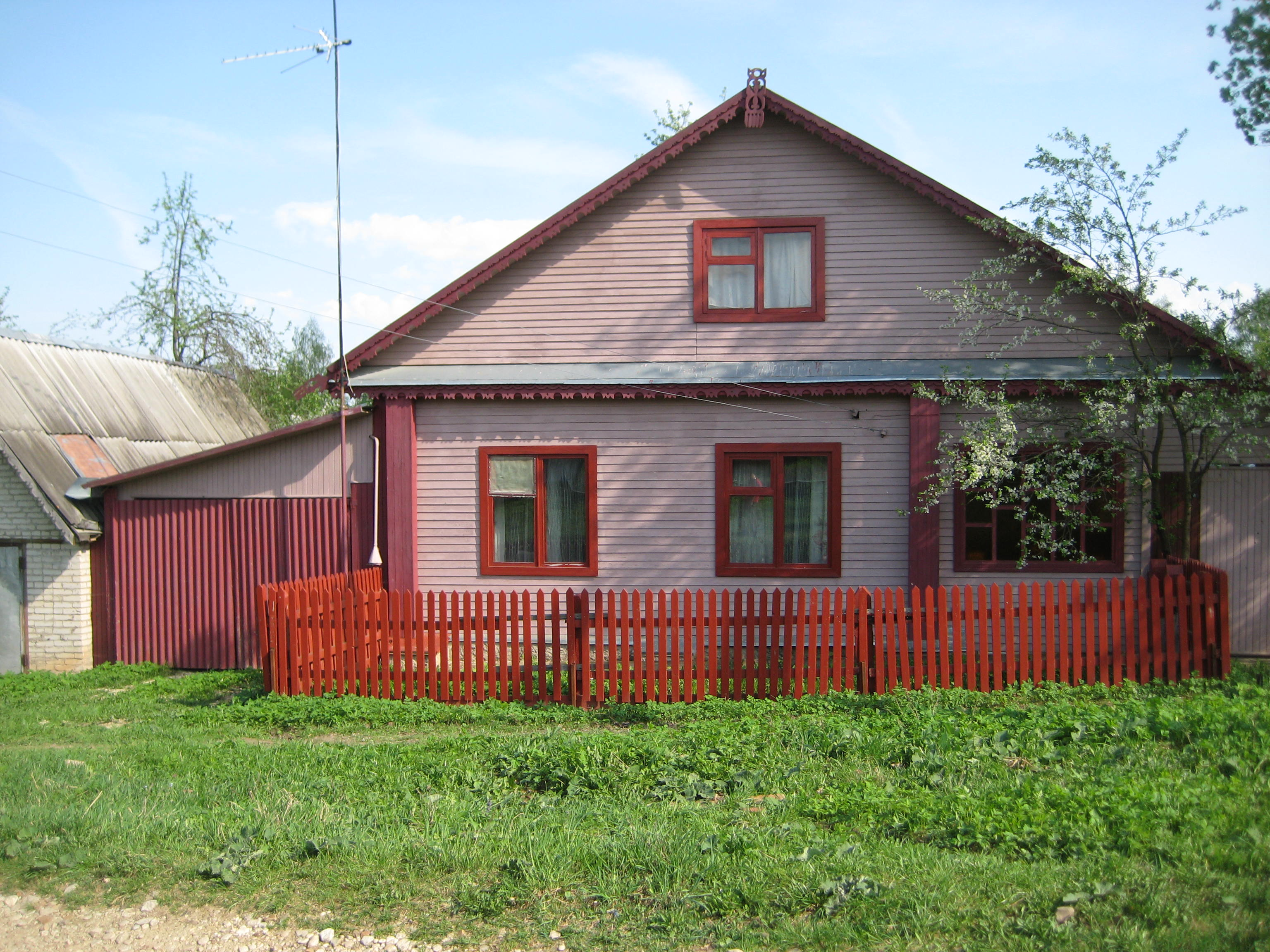
Д. 7

Прошла по острожной части города (здесь находилась городская тюрьма — острог), за оврагом Посерка. До начала XX века эта местность оставалась незастроенной, заросшей густым березовым лесом. Около 1900 года местность была отведена под застройку (кварталы № 30, 31, 35 и 36). Строительство началось в период русско-японской войны (1904—1905), в шутку эти новые постройки на возвышенной местности получили название «Порт-Артур», такое название закрепилось в городской топонимике.
В 1936 году супруги Пётр Петрович Файдыш и Надежда Васильевна Крандиевская купили д. 40, принадлежавший прежде дочери В. Д. Поленова Екатерине Васильевне, под дачу.
Во время немецкой оккупации Тарусы, в декабре 1941 года, в один из крайних домов на улице заходили советские партизаны, по доносу неустановленного лица они были схвачены оккупантами, им удалось бежать, но один из них был убит.

## Достопримечательности
д. 5 — Жилой дом

## Известные жители
д. 40 — П. П. Файдыш и Н. В. Крандиевская